# Limenitis sarana
Limenitis sarana är en fjärilsart som beskrevs av Hans Fruhstorfer 1915. Limenitis sarana ingår i släktet Limenitis och familjen praktfjärilar. Inga underarter finns listade i Catalogue of Life.